# 马宗慧 (政治人物)
马宗慧（1963年8月—），女，回族，四川叙永人，中华人民共和国政治人物，中国致公党党员，第十、第十一届全国人民代表大会四川地区代表。

## 生平
毕业于成都中医学院中医专业。曾任致公党泸州市委副主委，泸州市纳溪区政府副区长。2008年当选为第十一届全国人大代表。